# Dodge Nitro
O Nitro é um crossover de porte médio da Dodge. O Nitro foi desenvolvido sobre a plataforma do Jeep Cherokee Sport. Ele parece menor, por ter a carroceria mais baixa, mas se equipara ao parente em comprimento, largura e espaço interno.